# 佩特吕斯河
佩特吕斯河（法語：Pétrusse，法語發音：[petʁys]）是卢森堡的河流，是阿尔泽特河的左支流，长11千米，于卢森堡城汇入阿尔泽特河。 